# Famille de Malherbe (Normandie)
Pour les articles homonymes, voir Familles de Malherbe, Malherbe et Famille de Malherbe (Maine).
La famille de Malherbe est une famille subsistante de la noblesse française, originaire de Normandie.
Elle a formé de très nombreuses branches, qui se sont presque toutes développées en Normandie, jusqu'au début du XIXe siècle, principalement dans le Calvados, et accessoirement dans l'Orne.

Les diverses branches de cette famille furent maintenues nobles en 1666, dans les généralités de Caen, d'Alençon, et de Rouen.
Elle fut notamment illustrée par le célèbre poète François de Malherbe (1555-1628).

## Origine
Cette famille trouve son origine dans la paroisse de Saint-Agnan-le-Malherbe, près de Villers-Bocage (Calvados), à laquelle elle a donné en partie son nom.

De la même façon, l'un de ses anciens rameaux a contribué au nom de Neuilly-le-Malherbe, non loin de Saint-Agnan.
Raoul Malherbe, seigneur de Saint-Agnan, est attesté par deux chartes de 1250 et 1273.

## Filiation

### Premiers degrés
La filiation suivie de cette famille commence avec Jean Malherbe, seigneur de Saint-Agnan, cité dans un acte de 1327 avec son épouse Jeanne Bacon, dame de Formigny. Ils eurent pour enfants : 
- Jean Malherbe, seigneur de Saint-Agnan, dont le fils Guillaume, décédé avant 1410 sans postérité, fut le dernier de sa famille à posséder cette terre, transmise par héritage à ses sœurs[4],[6]
- Guillaume Malherbe, seigneur de Landes, puis du Bouillon en 1382, marié vers 1370 avec Richette d'Escorchebeuf[4],[6]

Le fils de ce dernier Guillaume, Jean Malherbe, seigneur du Bouillon, marié par acte du 17 mai 1421 à Caen avec Jeanne du Bosc, dame héritière d'Arry-sur-Odon, fut père de, :
- Jean Malherbe, dit l'Ainé, seigneur du Bouillon, marié par acte du 3 juin 1452 avec Tiphaine Hérault, parents de Guillaume Malherbe, seigneur du Bouillon, par qui se perpétua la branche ainée
- autre Jean Malherbe, dit le Jeune, seigneur d'Arry, du Buisson, marié vers 1465 avec Catherine Le Verrier, auteurs de toutes les branches cadettes

Il est à noter qu'Henri Jougla de Morenas, puis à sa suite Régis Valette, Séréville et Saint-Simon, ne fait démarrer la filiation suivie de cette famille qu'en 1453, avec ce dernier Jean, dit le Jeune, seigneur d'Arry.
L'ascendance de Jean le Jeune est cependant attestée par l'acte passé le 8 mars 1453 au tabellionage de Villers-Bocage et d'Evrécy, par lequel Jean l'Ainé partage les biens paternels et maternels avec ses deux frères (Jean le Jeune et Guillaume) et ses quatre sœurs (Guillemette, Catherine, Pierrette, et Jeanne).

### Suite de la filiation
Jean le Jeune et Catherine Le Verrier eurent pour fils, entre autres enfants :
- Richard Malherbe, prêtre, parrain le 14 novembre 1496 de Claude Malherbe, fils de son cousin germain Guillaume Malherbe, seigneur du Bouillon, et de Robinette Grieu[10]
- Jean Malherbe, seigneur d'Arry, de Mondrainville, lieutenant général au bailliage de Caen (de 1518 à 1540)
- Pierre Malherbe, seigneur d'Arry, du Buisson, de Garsalle, qui alla s'établir par mariage en 1496 dans la paroisse de Notre-Dame-de-Fresnay, près de Saint-Pierre-sur-Dives (Calvados), et produisit toutes les branches cadettes, à l'exception des deux dernières
- Guillaume Malherbe, seigneur de Missy, avocat en cour laye à Caen, auteur des branches de Digny et d'Allemagne, grand-père du poète François de Malherbe

En 1778, Dans son Dictionnaire de la noblesse, La Chenaye-Desbois produit une longue notice sur la famille de Malherbe de Saint-Agnan, avec un développement détaillé de ses nombreuses branches. Cette généalogie a été pour l'essentiel confirmée en 1895 par l'abbé Victor Bourrienne, professeur d'histoire au collège Sainte-Marie de Caen, et à nouveau en 1970 par Henri et Odette de Frondeville.
Gilles Henry a également reconnu la validité de cette généalogie en 2005.

## Branches
Cette famille forma de nombreuses branches et rameaux à partir du XVe siècle, ici listées par ordre d'ainesse,, :
- les seigneurs du Bouillon

François de Malherbe, seigneur du Bouillon, puis de Juvigny en 1680, Grand Prévôt de Normandie, fut père de Jean-Baptiste de Malherbe, marquis de Juvigny par lettres patentes de 1722. La branche du Bouillon et de Juvigny s'éteignit en 1788.
- les seigneurs d'Arry
- les seigneurs de Garsalle
- les seigneurs du Bois
- les seigneurs de Fresnay[13], éteints en 2000 en ligne masculine, subsistants en descendance féminine
- les seigneurs d'Amanville
- les seigneurs de Grandchamp, subsistants

La branche de Grandchamp, éteinte en France, a fait souche en 1886 à Montevideo (Uruguay), où elle s'est perpétuée jusqu'à nos jours.
- les seigneurs du Gaillon
- les seigneurs de Quistinic, subsistants
- les seigneurs du Buisson
- les seigneurs de Digny, puis d'Ifs et de Savigny[6]
- les seigneurs d'Allemagne

Seule subsiste désormais en France en ligne masculine la branche de Quistinic, issue de Jean-Baptiste de Malherbe, seigneur de Quistinic, député aux États de Bretagne en 1695,.
Selon Régis Valette, cette famille comptait 17 représentants masculins vivants en France en 2002.

## Personnalités
- François de Malherbe (1555-1628), poète français (branche de Digny)
- Marc-Antoine de Malherbe (1600-1627), fils  du précédent, réputé pour ses duels, condamné à mort puis gracié, il sera finalement tué lors d'un duel
- Jean-Baptiste-Antoine de Malherbe (1712-1771), archevêque pressenti de Tours (branche du Bouillon)
- Jean de Malherbe (1911-1983), écrivain en science politique et économique (branche de Fresnay)

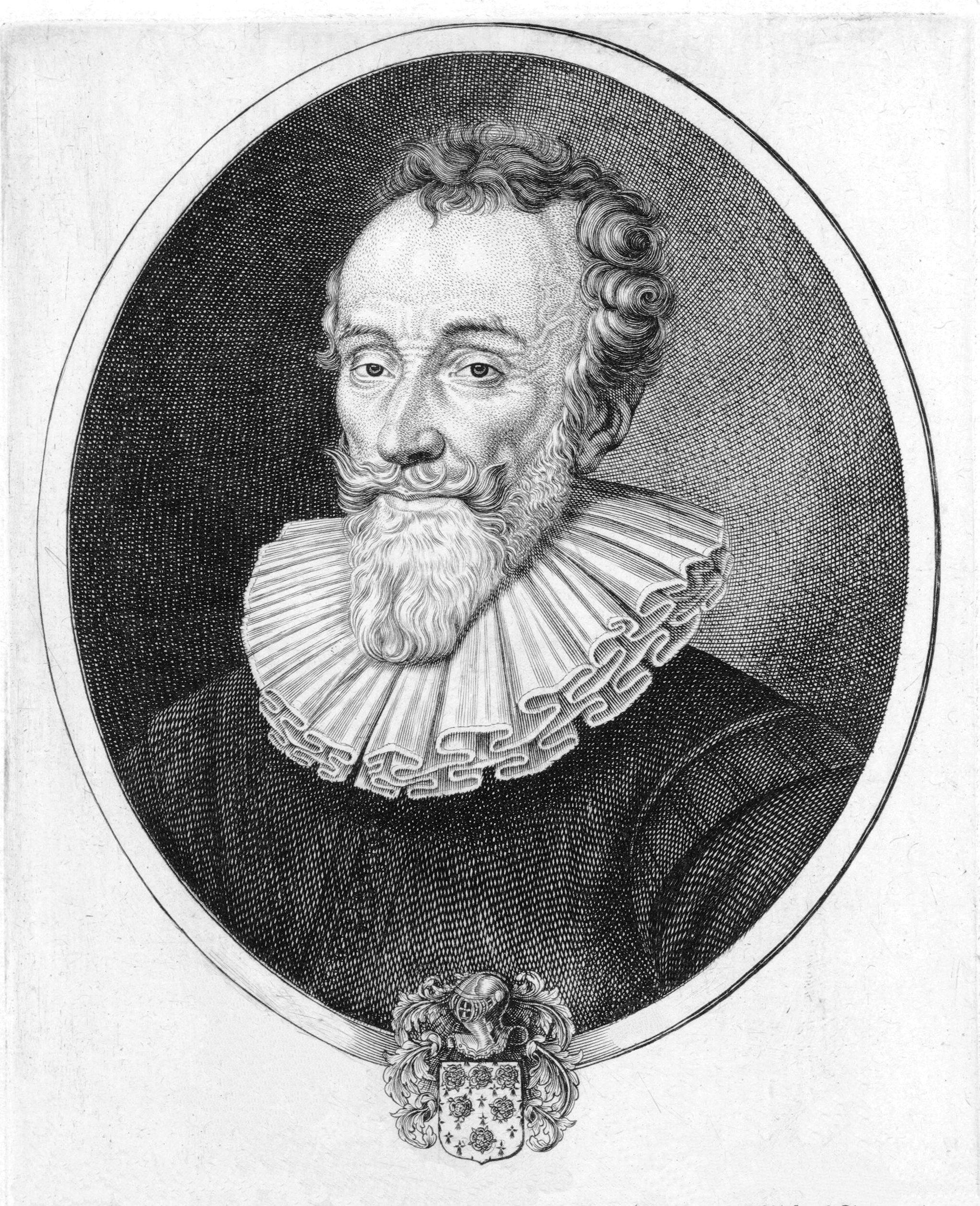
François de Malherbe

## Armes

### Blasonnement
Les armes suivantes, dites des « Malherbe aux roses », caractérisent la famille de Malherbe de Saint-Agnan, originaire du diocèse de Bayeux : 

« D'hermine, à 6 roses de gueules posées 3, 2, 1,, »

### Autres armes
D'autres familles de Malherbe, de même origine géographique, présentent des armes différentes :
- Famille ou lignée de Malherbe de La Meauffe (diocèse de Bayeux) : D'or, à 2 jumelles de gueules posées en fasces, surmontées de 2 lions affrontés de gueules[1],[2].
- Famille ou lignée de Malherbe de Longvillers (diocèse de Bayeux) : D'azur, à 3 lions léopardés d'argent[1],[2].
- Famille ou lignée de Malherbe de Meuvaines (diocèse de Bayeux) : De gueules, à 6 coquilles d'or posées 3,2,1, au chef d'or chargé d'un lion passant de gueules[1],[2].

## Sources et bibliographie

### Nobiliaires et ouvrages nationaux
- Régis Valette, Catalogue de la noblesse française au XXIe siècle, Robert Laffont, Paris, 2002.
- Louis d'Izarny-Gargas, Jean-Jacques Lartigue, Jean de Vaulchier, Nouveau Nobiliaire de France, tome 3 (M-Z), Versailles, 1998.
- E. de Séréville, F. de Saint-Simon, Dictionnaire de la noblesse française, 1975.
- M. L. d'Armagnac del Cer de Puymège, Les vieux Noms de la France de l'Ouest et les familles d'origine française au-delà des Mers, édité par P., La Vieille France, 1954.
- Henri Jougla de Morenas, Grand Armorial de France, tome 4, Paris, 1939.
- Georges de Morant, Le sang royal de France, tome 3, Paris, 1930.
- François-Alexandre Aubert de la Chenaye-Desbois, Dictionnaire de la noblesse, Chez la veuve Duchesne et l'auteur, Paris, 1778.

### Nobiliaires et ouvrages régionaux
- Pierre L'Estourmy, Recherche de La Galissonnière - La recherche de noblesse de 1666 pour la Généralité de Rouen - Election de Rouen, Saint-Pois, 1999.
- Henri et Odette de Frondeville, Les conseillers du Parlement de Normandie, tome 4 (de 1641 à 1715), Rouen, 1970.
- Henri Frotier de La Messelière, Filiations bretonnes, tome 3, Saint-Brieuc, 1913.
- Amédée du Buisson de Courson, Recherche de Chamillart - Recherche de la noblesse de 1666 pour la Généralité de Caen, Caen, 1887.
- Abbé Gervais de La Rue, Nouveaux essais historiques sur la ville de Caen et son arrondissement, Caen, 1842.

### Monographies
- Gilles Henry, François de Malherbe : gentilhomme et poète, 1555-1628, Cheminements, 2005.
- Auguste Le Viconte de Blangy, Mémorial généalogique des Malherbe, seigneurs du Bouillon, 1486-1771, Caen, 1901.
- Abbé Victor Bourrienne, Malherbe : points obscurs et nouveaux de sa vie normande, Caen, 1895.
- Ludovic Lalanne, Œuvres de Malherbe, volume 1, L. Hachette et cie, 1862.